# Pseudogiria variabilis
Pseudogiria variabilis là một loài bướm đêm trong họ Erebidae.

## Hình ảnh

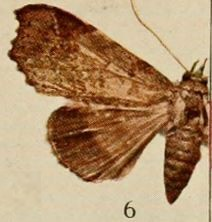